# Optimedia
Optimedia Oradea este o companie producătoare de ferestre și uși din PVC și aluminiu cu geam termoizolator din România.
Număr de angajați în 2011: 210
Cifra de afaceri în 2010: 6,2 milioane euro